# Chabab
Chabab (arabisch خبب Chabab, DMG Ḫabab) ist eine Kleinstadt im Gouvernement Darʿā im Süden von Syrien mit einem hohen christlichen Bevölkerungsanteil, großenteils Angehörige der Melkitischen Griechisch-Katholischen Kirche.
Der Ort hat ungefähr 10.000 Einwohner.

## Lage
Khabab liegt etwa 57 Kilometer südlich von Damaskus in der nördlichen Ebene des Hauran. Die Schnellstraße von Damaskus erreicht nach weiteren 70 Kilometern die jordanische Grenze. Die nächste größere Stadt Dera’a befindet sich 55 Kilometer südlich.

## Geschichte
Das Christentum hat in Chabab bereits eine sehr lange Präsenz. Für die Mariä-Himmelfahrt-Kathedrale von Chabab, die als wichtigstes Baudenkmal Chababs gilt, wird als Datum der Errichtung das Jahr 900 angegeben. Nach der Spaltung der orthodoxen Kirche der hier lebenden griechisch-orthodoxen Christen Anfang des 18. Jahrhunderts wurde Chabab ein melkitischer griechisch-katholischer Ort. Seit 1881 ist die Kathedrale Sitz der melkitischen Erzeparchie Bosra und Hauran.